# سوسنووکا (شهرستان لوبارتوف)
سوسنووکا (به لهستانی:  Sosnówka) یک روستا در لهستان است که در گمینا ابراموو واقع شده‌است. سوسنووکا ۳۰۸ نفر جمعیت دارد.